# پی. چاندراکومار
پی. چاندراکومار (انگلیسی: P. Chandrakumar؛ زادهٔ) کارگردان فیلم اهل هند است.
وی کارگردان فیلم‌هایی همچون روزا من عاشقت هستم و مهماندار هواپیما بوده‌است.